# Huragan Tico
Huragan Tico – dziewiętnasty nazwany sztorm tropikalny i jedenasty huragan w sezonie huraganowym na Pacyfiku w 1983 roku. Maksymalna prędkość wiatru wyniosła 215 km/h (135 mph) i był w kategorii 4 skali Saffira-Simpsona. Huragan Tico jest jednym z najbardziej niszczycielskich huraganów, jakie nawiedziły Pacyfik.
Huragan nawiedził dwa kraje położone nad Oceanem Spokojnym – Meksyk oraz Stany Zjednoczone.
W wyniku przejścia huraganu najbardziej ucierpiał Meksyk, gdzie zginęło 135 osób. Znaczna liczba ofiar w Meksyku, spowodowana był zignorowaniem ostrzeżeń o huraganie przez rybaków. Większość ze 135 ofiar śmiertelnych, stanowili właśnie rybacy. Ponadto, gdy huragan wdarł się na ląd, zniszczył lub uszkodził wiele budynków mieszkalnych. Bez dachu nad głową zostało ponad 25 tysięcy ludzi.
W Stanach Zjednoczonych, huragan Tico spowodował śmierć 6 osób. Silne opady deszczów wywołały powodzie w Teksasie oraz w stanie Oklahoma.

## Ofiary huraganu
| Kraj              | Ofiary śmiertelne |
| ----------------- | ----------------- |
| Meksyk            | 135               |
| Stany Zjednoczone | 6                 |
| Razem:            | 141               |